# شیره درخت افرا

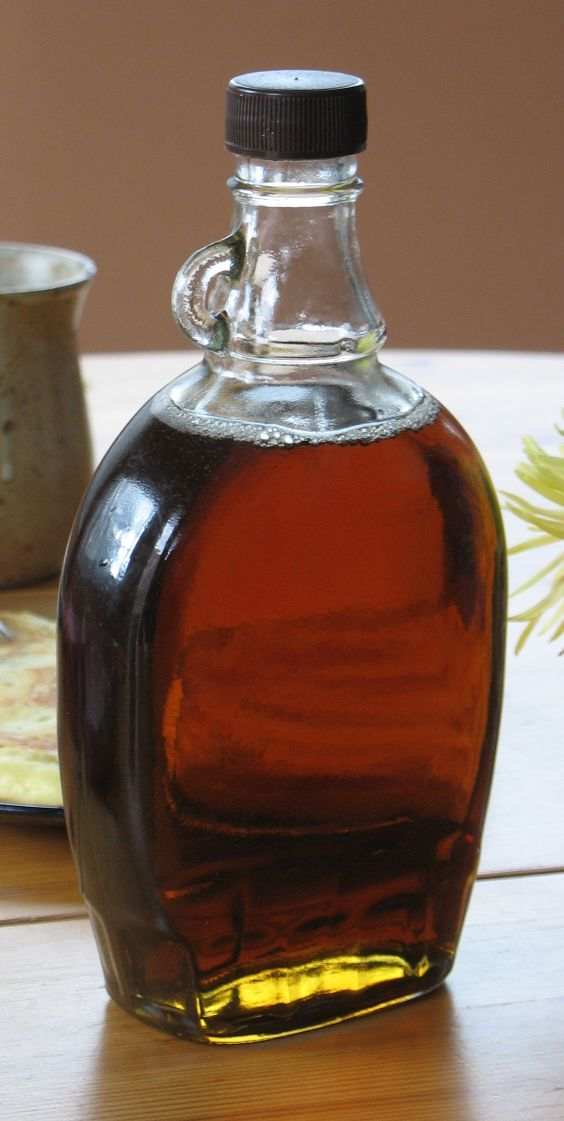
یک بطری از شیره افرا تولید شده در ایالت کبک.

شربت درخت افرا، شربت میپل شیره‌ای است که معمولاً از گونه‌های شکر قرمز و سیاه افرا به دست می‌آید. در شرایط اقلیمی سرد این درختان در فصل زمستان در تنه و ریشه خود نشاسته ذخیره می‌کنند.
این نشاسته به شکری تبدیل می‌شود که در بهار به همراه شیره درخت بالا می‌آید. برای جمع‌آوری این شیره باید درون تنهٔ درخت افرا حفره ای ایجاد شود. شیره جمع‌آوری شده به وسیله گرما و عمل تبخیر، آب اضافه خود را از دست می‌دهد و شربت تغلیظ شده افرا را به جای می‌گذارد.
یکی از سنت‌های کانادایی و همچنین آمریکایی که از بومیان اولیه به یادگار مانده‌است گرفتن شیره درخت افرا در اواخر زمستان کانادا (مارس) می‌باشد. بعد از فصل سرما که درختان کم‌کم قادر به تولید مجدد غذا می‌شوند، شیره‌ای که در فصل سرما مورد استفاده درخت قرار نگرفته طی فرایندهایی (سنتی و مدرن) جمع‌آوری می‌شود. مهم‌ترین قسمت این فرایندها، غلیظ کردن شیره می‌باشد به طوری که از هر ۴۰ لیتر شیره اولیه تنها ۱ لیتر شیره نهایی تهیه می‌شود. مزه این شیره بسیار شبیه به عسل است.

## تاریخچه
در منطقه‌ای بومی در آمریکا در کانادا و خود ایالات متحده برای اولین بار ساخت شیره افرا دیده شده بود. به این صورت که فقط مقدار زیادی مایع روان و آبکی از درخت افرا برداشت می‌کردند. حتی شیمیدان انگلیسی به نام روبرت بویل نیز در سفری که در سال ۱۶۶۳ به ایالات متحده آمریکا داشت به ثبت رساند.

## ارزش غذایی
ارزش غذایی شیره درخت افرا در هر ۱۰۰ گرم (۳/۵ اونس)
- انرژی (۲۶۱ کیلو کالری)
- کربوهیدرات ۶۷/۰۹ گرم
- قندها ۵۹/۵۳ گرم
- فیبر غذایی صفر گرم
- چربی ۰/۲ گرم
- پروتئین صفر گرم
- ویتامین ب۱ یا تیامین ۰/۰۰۶ میلی‌گرم
- ویتامین ب۲ یا ریبوفلاوین ۰/۰۱ میلی‌گرم
- ویتامین ب۳ یا نیاسین ۰/۰۳ میلی‌گرم،
- ویتامین ب۵ یا اسید پانتوتنیک ۰/۰۳۶ میلی‌گرم
- ویتامین ب۶–۰/۰۰۲ میلی‌گرم
- کلسیم ۶۷ میلی‌گرم
- آهن ۱/۲ میلی‌گرم
- منیزیم ۱۴ میلی‌گرم
- منگنز ۳/۲۹۸ میلی‌گرم
- فسفر ۲ میلی‌گرم
- پتاسیم ۲۰۴ میلی‌گرم
- روی ۴/۱۶ میلی‌گرم